# Castel Wolfsthurn
Castel Wolfsthurn (in tedesco Schloss Wolfsthurn) o Castel Mareta è un castello in stile barocco situato su una collina sopra Mareta, una località della frazione altoatesina di Racines. Il castello possiede 365 finestre.

## Storia

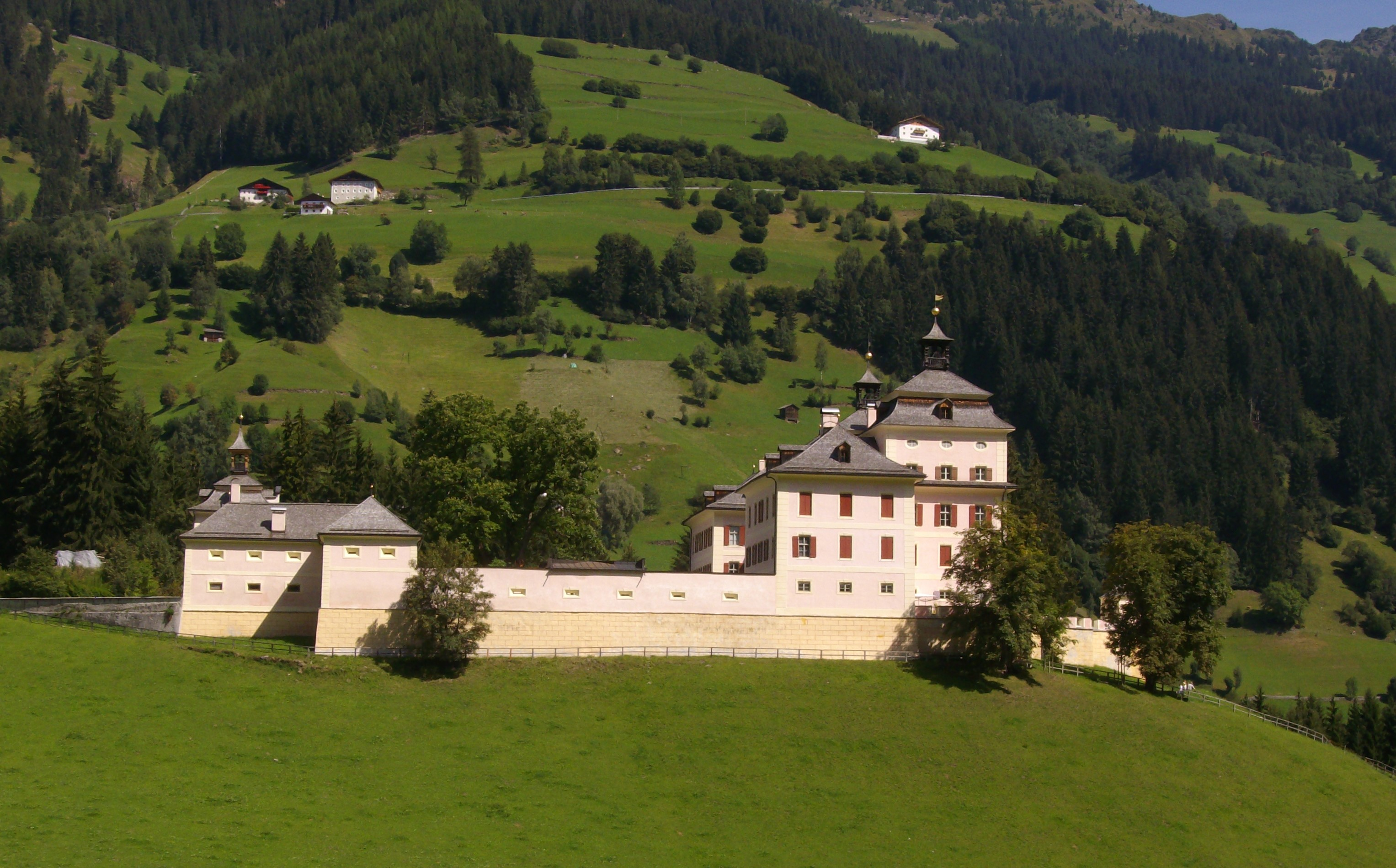
Veduta laterale del castello Wolfsthurn

Le origini del castello sono oscure. Dopo il 1200 al posto del castello si trovava una torre difensiva, che i Conti del Tirolo acquisirono nel 1242 e diedero a Rudolfus Lupus come feudo. Da Lupus-Wolf deriva anche il nome del castello, infatti Wolf in tedesco significa "lupo". Nel 1574 la proprietà passò alla famiglia Grebmer e circa 200 anni dopo alla famiglia Sternbach di Brunico, alla quale il castello appartiene ancor'oggi. Tra il 1727 e il 1741 Franz Andreas von Sternbach ha trasformato il castello nell'unico in stile barocco dell'intero Tirolo.

## Museo

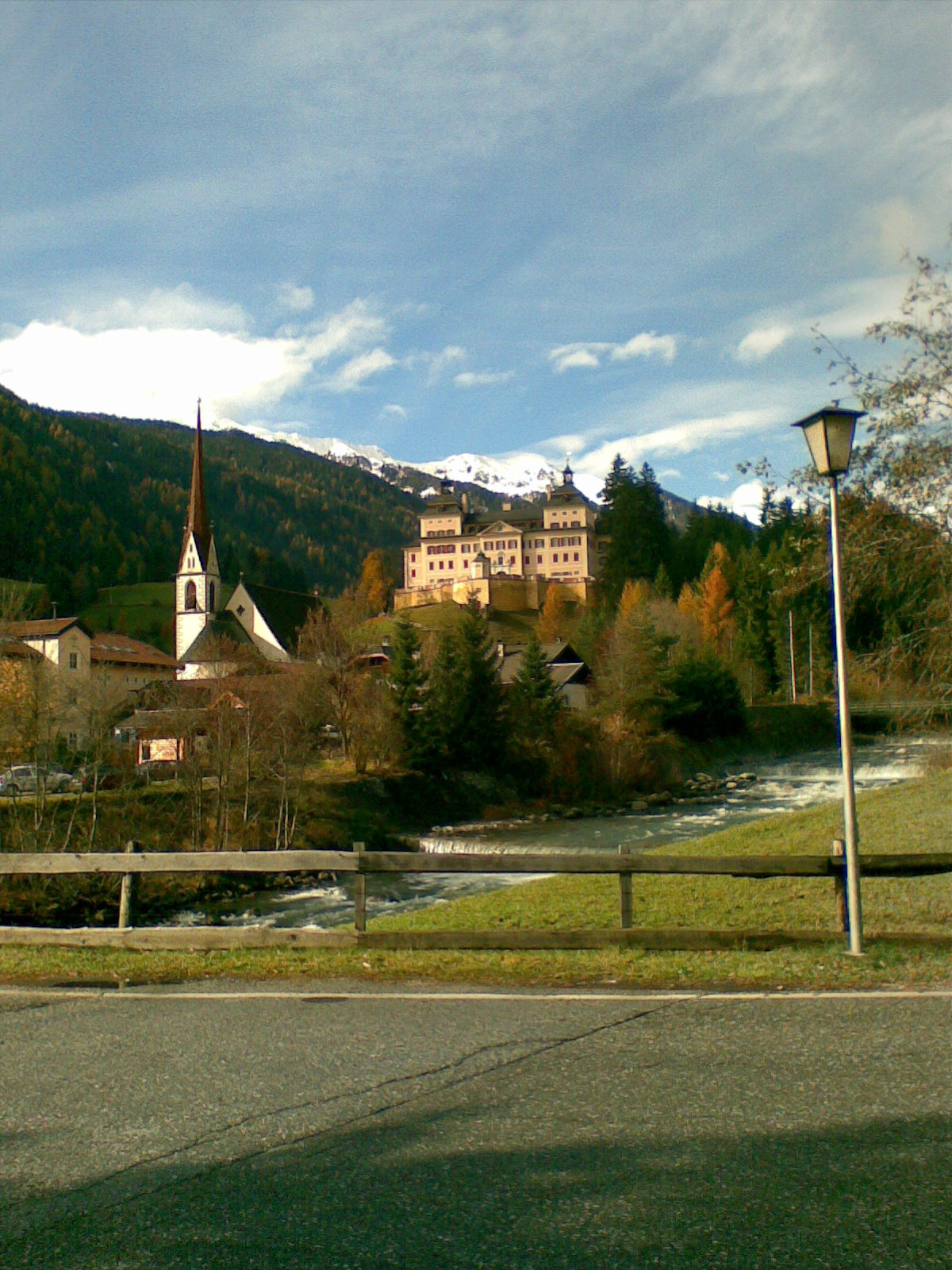
Il castello visto dal paese

A partire dal 1996 al primo piano del castello è situato il Museo Provinciale della Caccia e della Pesca (Südtiroler Landesmuseum für Jagd und Fischerei). La mostra del museo pone l'accento sugli aspetti storico-culturali e sull'arte popolare. Fornisce informazioni storiche e culturali sulla selvaggina, l'attività venatoria e la pesca. Il castello è collegato al paese attraverso il sentiero “Bosco e acqua”, una passeggiata di un chilometro.
Le camere del secondo piano sono dedicate alla storia del castello stesso. Le sfarzose camere sono mantenute nello stato originale. L'ambiente rispecchia l'atmosfera barocca della nobiltà del XVIII e XIX secolo. Il castello è aperto al pubblico, visite guidate su prenotazione.